# Wolfgang von Chamier-Glisczinski
Wolfgang von Chamier-Glisczinski (16 de abril de 1894 - 12 de agosto de 1943) foi um oficial alemão que serviu durante a Segunda Guerra Mundial. Foi condecorado com a Cruz de Cavaleiro da Cruz de Ferro.

## Carreira

### Patentes
Oberst

### Condecorações
| Cruz de Ferro 2ª Classe                                 |
| Cruz de Ferro 1ª Classe                                 |
| Cruz de Cavaleiro da Cruz de Ferro 6 de outubro de 1940 |